# Secutor interruptus
Secutor interruptus är en fiskart som först beskrevs av Valenciennes, 1835.  Secutor interruptus ingår i släktet Secutor och familjen Leiognathidae. Inga underarter finns listade i Catalogue of Life.